# Hiroki Omori
Hiroki Omori (大森 啓生 Omori Hiroki?), född 26 juli 1990 i Miyagi prefektur, är en japansk fotbollsspelare.
Omori började sin karriär 2013 i Blaublitz Akita. 2014 flyttade han till SC Sagamihara. Efter SC Sagamihara spelade han för Brisbane Strikers FC.